# Кобо, Хуан Хосе
Хуан Хосе Кобо (исп. Juan José Cobo Acebo; род. 11 февраля 1981, Торрелавега, Кантабрия) — испанский шоссейный велогонщик, победитель Вуэльты Испании 2011 года.

## Карьера
В юниорском возрасте Кобо считался одним из наиболее перспективных гонщиков Испании и в 2003 году даже стал чемпионом страны в разделке в возрастной категории U23. В 2004 году Кобо стал профессионалом, подписав свой первый контракт с командой Saunier Duval — Prodir. В первом профессиональном сезоне лучшим результатом для Кобо стало девятое место на Кубке Японии. Год спустя испанец впервые стартовал на супермногодневке, но закончить свою первую Джиро д’Италия он не смог, сойдя на 14-м этапе. Лучшим результатом в сезоне 2005 для Хуана Хосе стало второе место на стартовом этапе Тура Германии.
В 2006 году Кобо показал ряд неплохих результатов на Туре Страны Басков, на котором он остановился в шаге от победы в горном зачёте. В конце года испанец дебютировал на Вуэльте, но закончить её не смог, прекратив борьбу на восьмом этапе. В 2007 году Кобо выиграл два этапа, общий и спринтерский зачёт на Туре Страны Басков, стал третьим на однодневке Subida Urkiola и неплохо проехал Тур де Франс, который он завершил на довольно высокой 19-й позиции.
2008 год принес Кобо первую победу на этапе Тур де Франс, где он стал первым на 10-м этапе, финишировавшем на подъёме Отакам. Правда финишную черту Кобо пересёк вторым вслед за своим партнёром по команде Леонардо Пьеполи, но после его дисквалификации за применение запрещённых препаратов был признан победителем этапа. Разгоревшийся допинговый скандал не позволил Кобо завершить гонку, и спустя два дня после победы он вместе с командой был вынужден покинуть гонку. Помимо выступления на Туре Кобо занял второе место на Subida Urkiola, выиграл этап Вуэльта Бургосаи стал четвёртым в общем зачёте Вольта Португалии. В следующем сезоне он одержал свою вторую победу на супермногодневках, выиграв 19-й этап Вуэльты.
2010 год Кобо провёл в команде Caisse d’Epargne, но успехов не снискал. В 2011 году он вернулся в предыдущую команду, которая получила название Geox-TMC. В первой половине сезона Кобо не мог показать высоких результатов и даже задумывался об окончании карьеры. Но на Вуэльте он стал лидером команды, оттеснив на вторые роли Дениса Меньшова и Карлоса Састре. Кобо выиграл «королевский» горный этап с финишем на легендарной горе Англиру, после чего захватил лидерство в общем зачете и в упорной борьбе с британцем Крисом Фрумом смог отстоять своё преимущество, выиграв Вуэльту. После окончания сезона Geox-TMC была расформирована, и Кобо вернулся в Movistar Team (бывшая Caisse d’Epargne). За 2 года в новой команде он не выиграл ни одной гонки и не поднимался выше 30 места в общих зачёта Гранд Туров. В последнем для Кобо профессиональном сезоне, 2014 года, он малоуспешно выступал за турецкий Torku Åžekerspor.